# Anti-kernenergiebeweging

'Kernenergie? Nee, bedankt!'

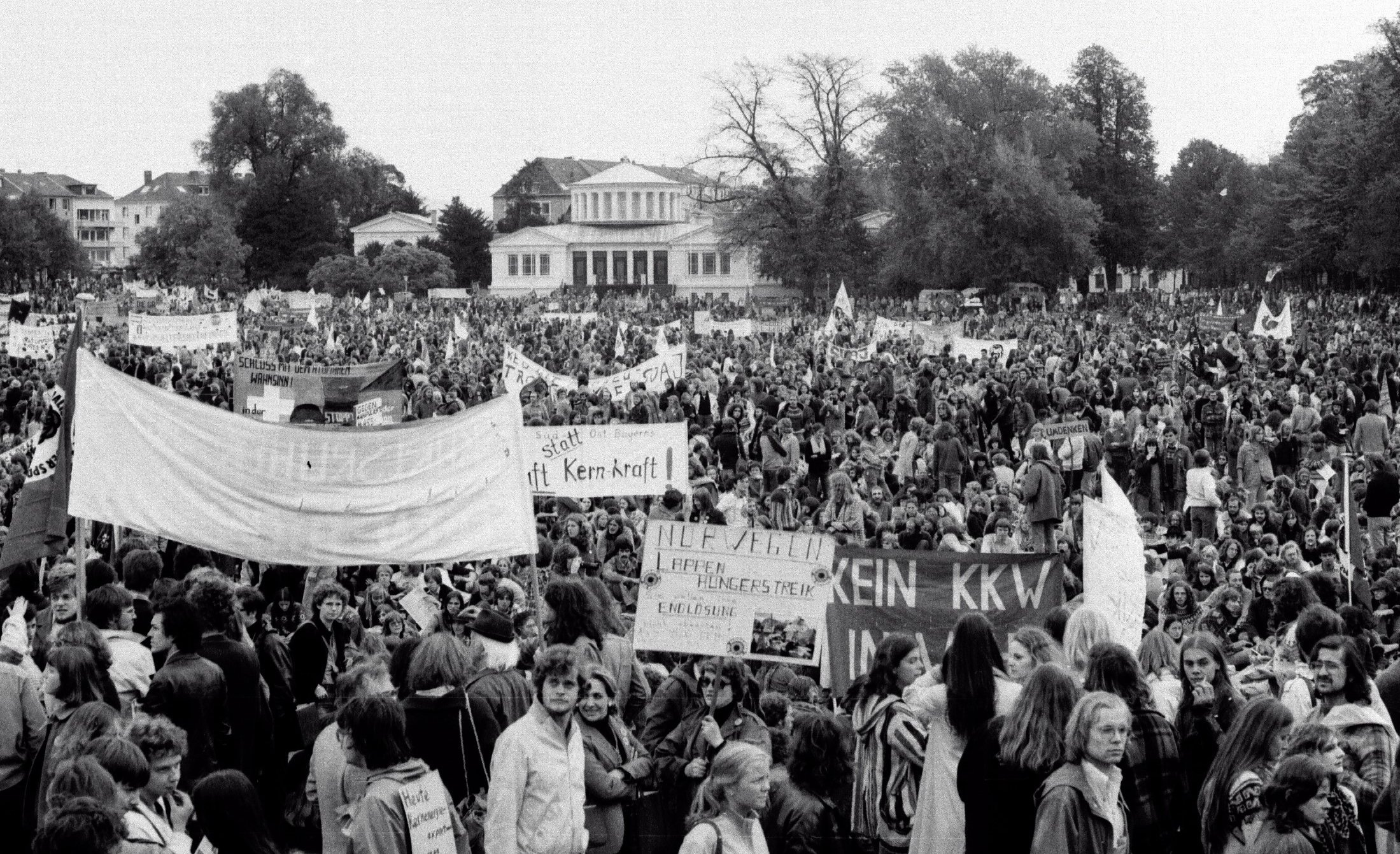
Anti-kernenergieprotest in 1979 in Bonn

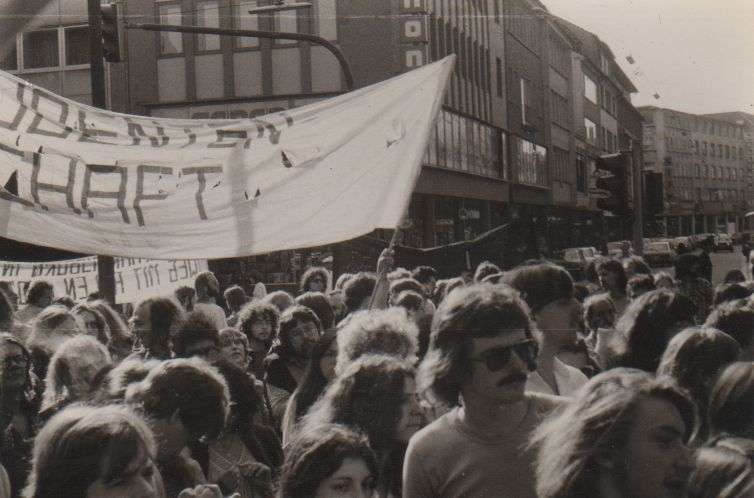
Anti-kernenergieprotest in 1980 in Saarbrücken tegen de kerncentrale Cattenom

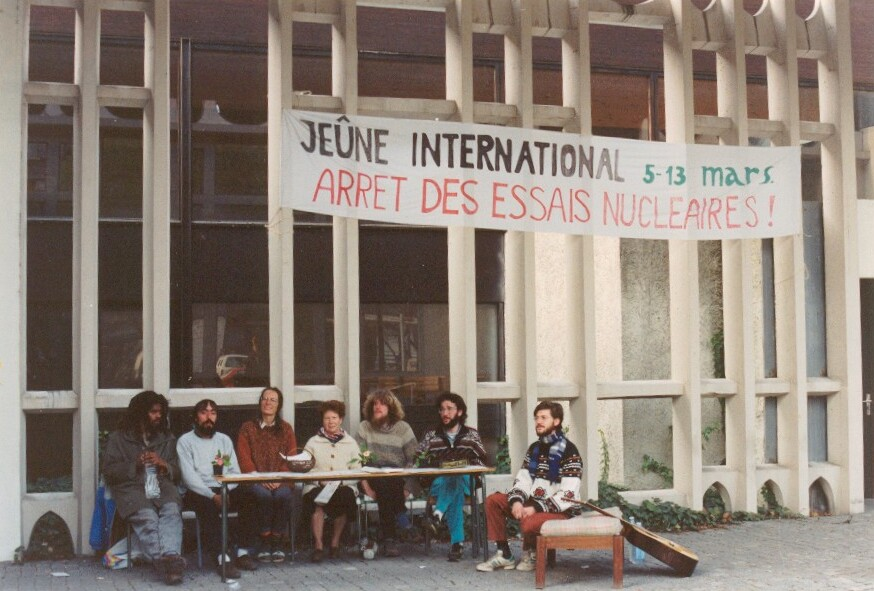
Internationaal jeugdvasten-protest in 1990 in Grenoble

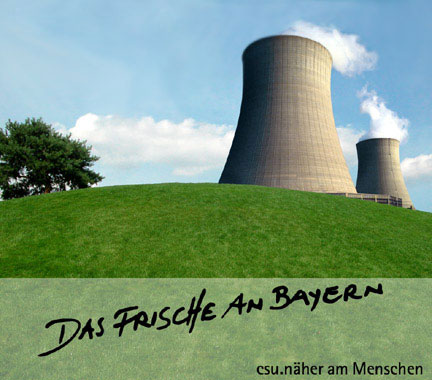
Duitstalig plakkaat tegen het kernenergiebeleid van de CSU met de tekst "Het frisse aan Beieren"

De Anti-kernenergiebeweging (ook wel afgekort tot AKB) brengt de gevaren naar voren die volgens haar het gebruik van kernenergie met zich meebrengt. De middelen die de beweging gebruikt om het doel (het stoppen van kernenergie) te bereiken, variëren, maar voorlichting en directe actie zijn twee belangrijke poten.
De Anti-kernenergiebeweging is een internationale beweging die net als onder meer de kraakbeweging, vredesbeweging en milieubeweging behoort tot de nieuwe sociale bewegingen. Sommige organisaties die hieruit zijn voortgekomen worden tegenwoordig niet-gouvernementele organisaties (ngo's) genoemd.
De belangrijkste argumenten van de beweging zijn: onveiligheid van de kerncentrales en het afval, vervuiling door uraniummijnbouw en radioactief afval en de relatie tussen kernenergie en kernwapens. In de jaren zeventig was ook de kritiek op (de rol van) technologie (in de maatschappij) en het grootschalige en het ondemocratische karakter van kernenergie een belangrijk argument.
Halverwege de jaren zestig vallen in het buitenland (vooral de VS) de eerste geluiden tegen het gebruik van kernenergie te horen. De voorzichtige waarschuwingen zijn voornamelijk afkomstig vanuit de nucleaire industrie: wetenschappers die zich bezorgd tonen over de snelle ontwikkeling en de bijna kritiekloze en zeer optimistische verwachtingen van kernenergie.

## Anti-kernenergiebeweging in Nederland
De hoogtijdagen beleefde de Anti-kernenergiebeweging in Nederland in de periode 1974-1982.
In 1970 beginnen de eerste kritische stemmen over kernenergie ook Nederland te bereiken. Enkele individuen organiseren zich in 1971 rond dit thema in de Werkgroep Atoom, al snel omgetoverd tot de Werkgroep Kernenergie. In Borssele ontstaat de 'aktiegroep' Borssele ad hoc, die zich vooral bezighoudt met de in aanbouw zijnde Kernenergiecentrale Borssele aldaar. Ongeveer gelijktijdig ontstaat er ook een Nederlandse afdeling van Dai Dong, een internationale organisatie die zich vooral richt op verzet tegen de Vietnamoorlog, maar ook met milieu en kernenergie en die heel belangrijk is op de allereerste VN-milieuconferentie in Stockholm in 1972.

### De Kernenergienota
Op 30 maart 1972 verschijnt de ‘Nota inzake het kernenergiebeleid’ van minister van Economische Zaken Langman. Na de 'Kernenergie-nota' van minister Zijlstra in 1957, is dit pas de tweede regeringsnota over het Nederlandse kernenergiebeleid. Het stuk van Langman ademt nog volop het optimisme en het geloof in kerntechnologie uit. De minister verwacht dat in het jaar 2000 in Nederland de helft van alle elektriciteit opgewekt zal worden met kernenergie. Dat betekent, zo blijkt uit berekeningen in de nota, 35 kerncentrales met een vermogen van 1000 MW elk. Naar aanleiding van deze nota schrijft de Werkgroep Kernenergie op verzoek van de Raad voor Milieudefensie, de latere Vereniging Milieudefensie, de 'Kernenergienota'. Een publieksvriendelijke versie van deze nota wordt vanaf september 1972 in grote aantallen verspreid.

### Protest tegen de Kalkarheffing
In 1973 krijgt het verzet tegen kernenergie een enorme impuls als besloten wordt dat boven op de elektriciteitsrekening een 3% heffing kwam om de net over de Duitse grens gelegen kweekreactor Kalkar, waar Nederland in deelneemt, te financieren; de zogeheten Kalkarheffing. Deze heffing geeft een enorm goed handvat aan lokale groepen voor campagnes tegen de betaling ervan. Als gevolg daarvan ontstaan er vele tientallen plaatselijke groepen die samen het LSSK vormen: de Landelijke Stroomgroepen Stop Kalkar. Wanneer in 1977 de ‘Wet Financiering Kweekreactor’ van tafel is, veranderen de lokale groepen hun naam in Stroomgroepen Stop Kernenergie zodat het overkoepelende orgaan het LSSK kan blijven heten. Op 28 september 1974 vindt de eerste demonstratie in Kalkar plaats. Vijfduizend mensen, voornamelijk uit Nederland, nemen eraan deel.

### De Bezinningsnota
Ook in september 1974 verschijnt ‘De Bezinningsnota’ van de Bezinningsgroep Energie. De Bezinningsgroep wordt in 1974 opgericht op instigatie van de Werkgroep Kernenergie en Trip, PPR-minister in het kabinet-Den Uyl. Het idee achter de bezinningsgroep is om belangrijke mensen met een specifieke deskundigheid bij elkaar te brengen, en met behulp van hun invloed en kennis een fundamentele discussie over het Nederlandse energiebeleid op gang te brengen en te beïnvloeden. In ‘De Bezinningsnota’ dringt de Bezinningsgroep er bij de regering op aan om voorlopig af te zien van de verdere bouw van kerncentrales. Op 31 januari 1976 verschijnt een paginagrote advertentie van de Bezinningsgroep, getiteld 'Leden van de Tweede Kamer, geef ons het voordeel van de twijfel', met 1200 ondertekenaars uit kringen van de wetenschap. Wetenschappers uit kringen van het Verbond van Wetenschappelijke Onderzoekers spelen hier een belangrijke rol. Ze wijzen op de mogelijke gevaren van kernenergie, en willen vooral dat goed nagedacht wordt over deze mogelijke nadelen.
In 1976 heft de Werkgroep Kernenergie zich op. Hun werk is succesvol geweest en de regering besluit voorlopig af te zien van de bouw van kerncentrales. Bovendien ontstaat er dan een brede oppositie tegen kernenergie.

### Landelijke demonstratie Almelo
Ondertussen is er na de succesvolle acties tegen de Kalkarheffing, waarbij veel mensen op een lokaal niveau bereikt worden, een zekere impasse ontstaan over wat te doen. Door het Landelijk Energie Komite (LEK), dat vooral gedomineerd wordt door progressieve politieke partijen, wordt gekozen voor een grote landelijke demonstratie in Almelo tegen de uitbreiding van de uranium-verrijkingsfabriek. Deze vindt plaats op 4 maart 1978 en werd door 40.000 demonstranten bezocht, wat voor naoorlogse begrippen een grote demonstratie mag heten. Politiek gezien leverde de demonstratie de demonstranten weinig op.

### Directe actie BAN

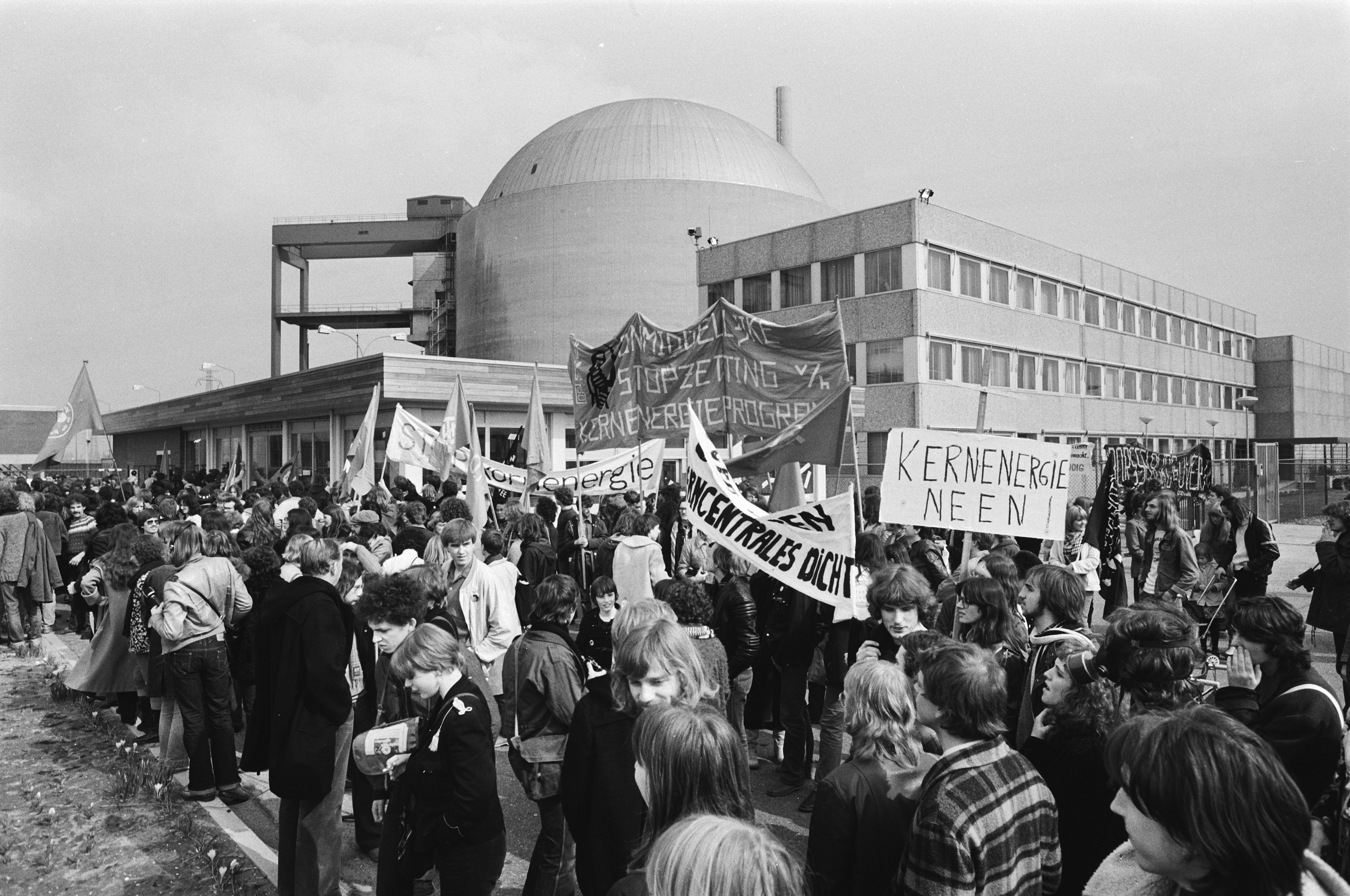
Demonstratie bij Kerncentrale Borssele, 7 april 1979

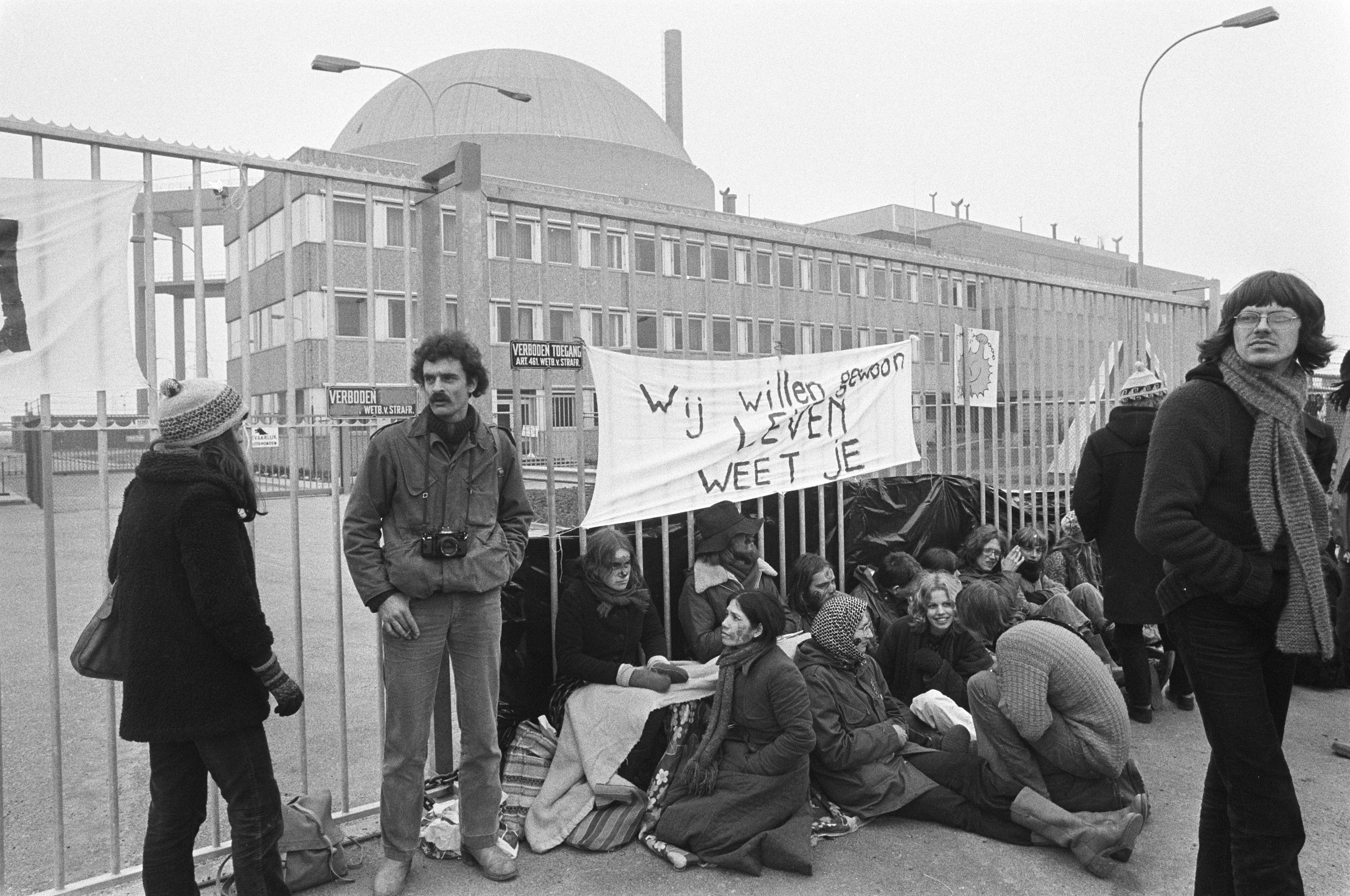
Borssele, 16 maart 1980

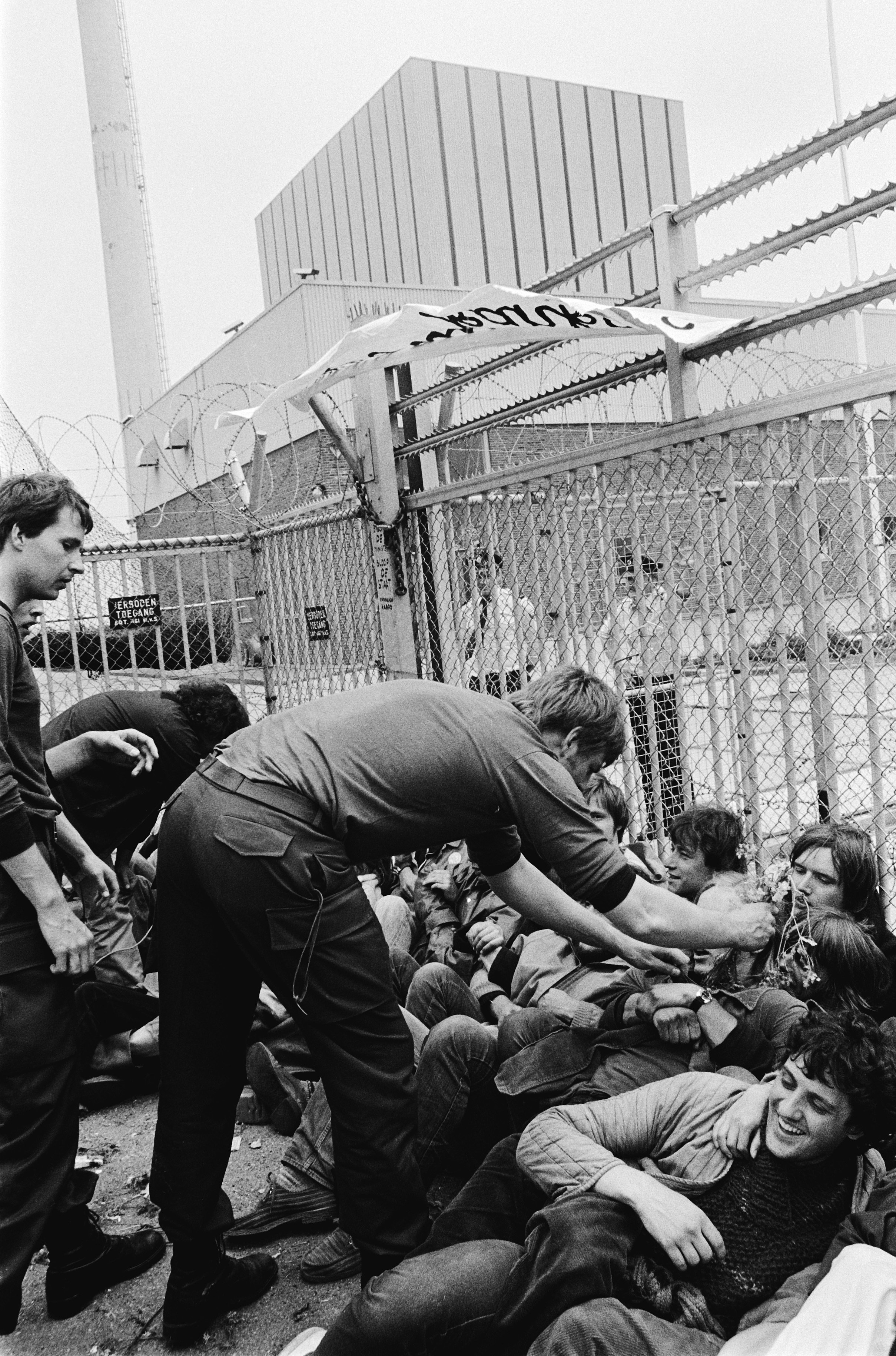
BAN directe actie bij Dodewaard, 27 mei 1980

Als gevolg hiervan ontstaat Breek Atoomketen Nederland (BAN), een groep die door middel van in het geheim voorbereide directe actie haar doelen wil bereiken. BAN is basis-democratisch, niet-hiërarchisch, werkt met consensus en organiseert zich in vriendengroepen. Deze groepen worden 'basisgroepen' genoemd en vinden hun oorsprong in de Spaanse Burgeroorlog. In 1977 is deze manier van organiseren voor het eerst weer gebruikt bij de acties rond de kerncentrale in Seabrook (VS) waar ook mensen uit Nederland aan deelnamen en inspiratie opdeden. BAN komt blijkbaar op het goede moment en groeit zeer snel; aan de eerste blokkade-acties in juni 1979 nemen 10 mensen deel, eind dat jaar doen al 150 mensen mee.
Maar kritiek komt er ook op BAN en de basisgroepen die buiten BAN ontstaan: het in het geheim voorbereiden en uitvoeren van acties wordt als heel beperkend ervaren voor de opbouw van een brede beweging. Toch wordt wel de noodzaak gezien van directe acties en het verder opvoeren van druk op de politiek om tot sluiting te komen van de kerncentrales.

### Beweging Dodewaard gaat dicht!
Vanaf begin 1980 wordt er een voorstel van de Gelderse Stroomgroepen bediscussieerd om te komen tot een blokkade van de kerncentrale in Dodewaard als die niet gesloten is voor 1 oktober. De ‘Dodewaard-gaat-dicht!-beweging’ weet duizenden mensen te organiseren in basisgroepen en bij de voorbereiding van de acties te betrekken.
Van het kerncentrale-terrein wordt in dat najaar een onneembare vesting gemaakt: extra rijen hekken, NAVO-prikkeldraad-versperringen, schijnwerpers en lantaarnpalen in de uiterwaarden, video-camera's, richtmicrofoons, een ophaalbaar gedeelte in de brug over de 'slotgracht', de portiersloge die volgespoten kan worden met traangas als die 'veroverd' is, gesprekken in en telefoontjes vanuit de centrale die weken van tevoren al worden afgeluisterd, etc.
Op zondagmorgen (19 oktober) beginnen de blokkades met ongeveer 15.000 mensen. Hieronder zijn veel 'dagjes-mensen', zo blijkt al snel als in de loop van de middag drommen mensen weg gaan. Het aantal mensen dat blokkeert holt nog verder achteruit door het noodweer (harde constante regen, snijdende koude wind) en de afstand tussen het tentenkamp en de centrale (7 km), die lopend afgelegd moet worden. Door deze omstandigheden zijn er 's maandags nog maar 1500 à 2000 mensen over; oorzaken vormen niet alleen de koude en de ook verder weinig prettige fysieke omstandigheden, maar eveneens de onvrede bij een deel van de aanwezigen over de sterke nadruk op geweldloosheid die de actie kenmerkt. Alle blokkades worden maandagavond beëindigd; de motivatie is verder gedaald door het aanhoudende slechte weer. Toch houden veel mensen een goed gevoel aan de actie over. Het vergaande verzet is goed zichtbaar gemaakt, het krediet bij de (plaatselijke) bevolking is zeker gegroeid door de geweldloosheid en de beoogde criminalisering door sommigen is mislukt.

### Tweede blokkade van Dodewaard

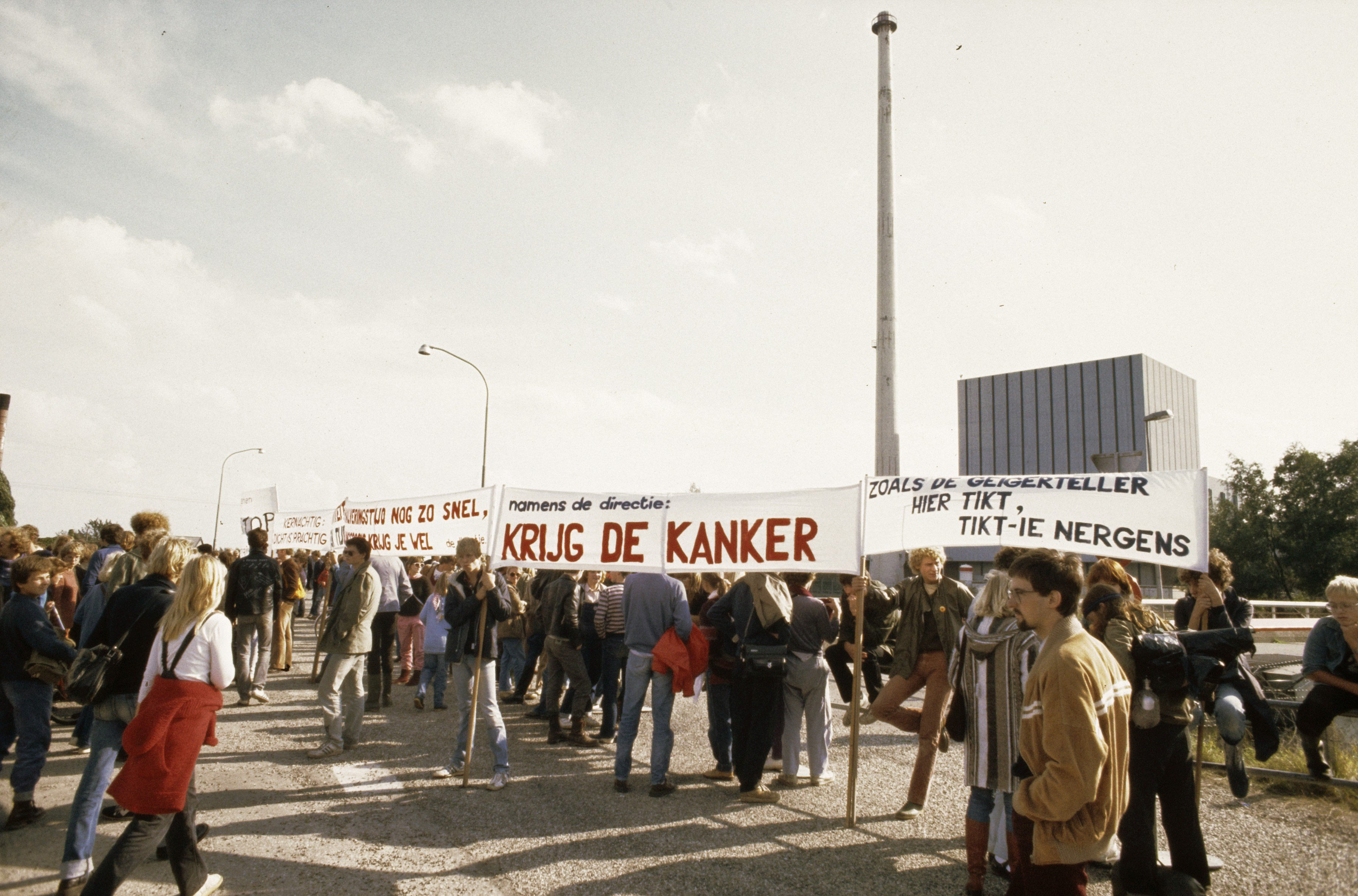
Tweede blokkade, 19 september 1981

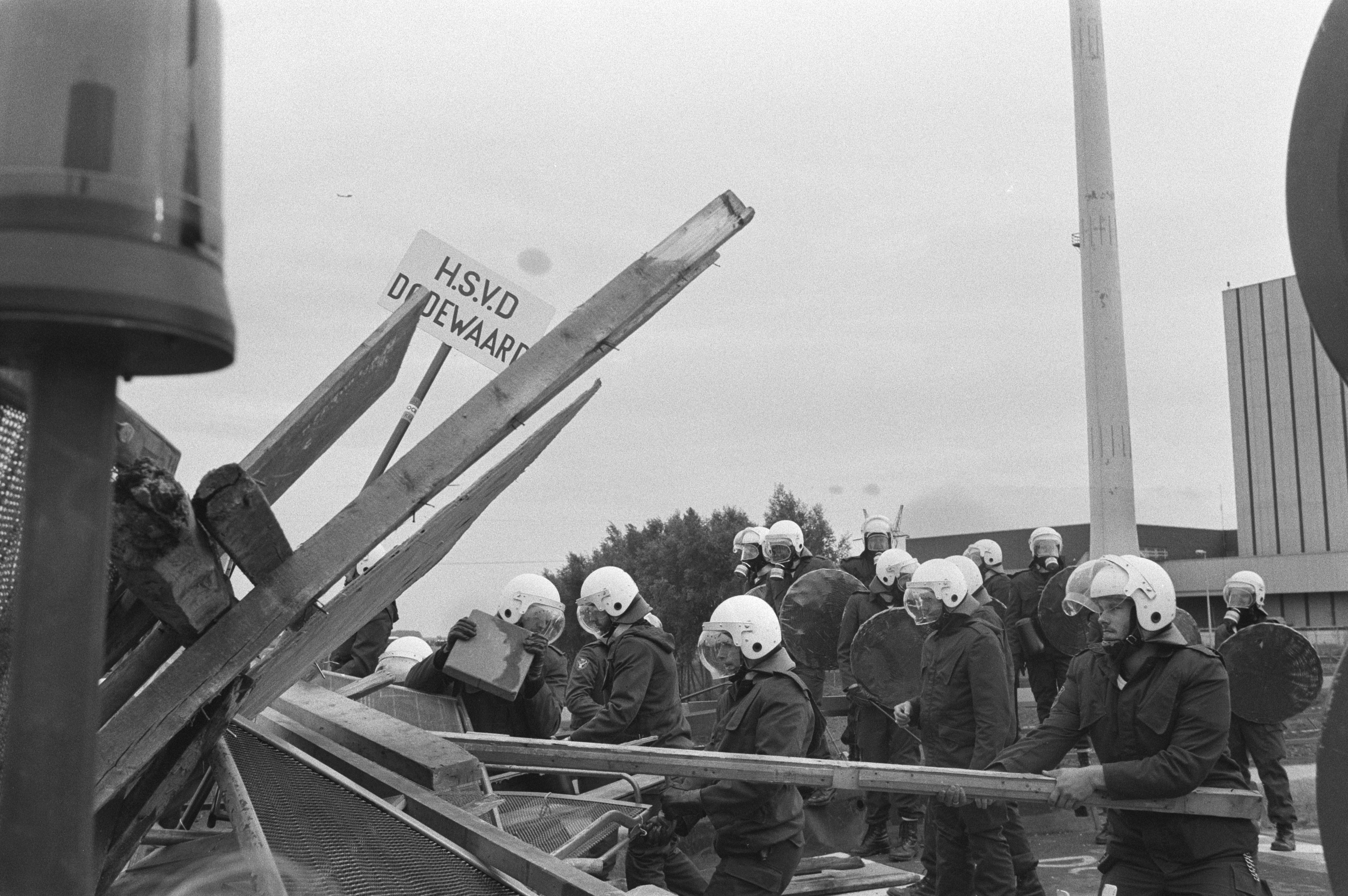
Wijk bij blokkade, 19 september 1981

Al snel wordt door delen van de beweging besloten opnieuw een blokkade te organiseren. Hoewel een aantal groepen, nauw betrokken bij de eerste blokkade, zich daarin niet kunnen vinden, wordt er door het Landelijk Overleg Dodewaard-gaat-dicht! (waarin vertegenwoordigers van lokale groepen), een blokkade in september 1981 gepland.
De situatie in september 1981 is heel anders. In Nijmegen is de gewelddadige ontruiming van de gekraakte panden in de Piersonstraat geweest, in Amsterdam zijn een aantal grimmige confrontaties geweest tussen ME en demonstranten, de actie is minder centralistisch opgezet, de geweldloze sfeer van 1980 (‘liedjes zingen met de ME’) stuitte delen van de beweging tegen de borst en is verlaten, en vooral de strategie van de autoriteiten is heel anders. Daarbij komt dat de demonstranten, met in het achterhoofd de ervaringen van het vorige jaar, een weiland in de buurt van de centrale willen kraken voor het tentenkamp en tegen het slechte weer een anti-atoomdorp op de dijk willen bouwen. Voeg daar nog wat bedreigingen van extreemrechtse groepen uit de omgeving aan toe, en een waarnemend burgemeester die niet bepaald de-escalerend en diplomatiek bezig is, en de ingrediënten voor een chaotische week zijn volop aanwezig.

Dat wordt het dan ook. Ruim 120 demonstranten raken gewond bij de eerste zeer hevige traangas-aanval op een menigte van 15.000 mensen op een smalle dijk, die door prikkeldraadversperringen nergens heen kunnen vluchten. Na een ultimatum dat door buurtbewoners en anderen is opgesteld, onder meer ondersteund werd door de radiozender 'De Stem van de Volksunie' en werd overgenomen door waarnemend burgemeester Goldberg, verlaten de laatste demonstranten gedesillusioneerd Dodewaard. De afsluitende demonstratie op zaterdag 26 september in Arnhem is echter een massaal protest: 40.000 mensen demonstreren tegen politiegeweld en kernenergie.

### Na Dodewaard
Na de tweede Dodewaard-blokkade zakt de beweging in elkaar en grote massale acties blijven voorlopig uit. Veel mensen verbreden hun interesse: gaan meer algemeen met energie bezig; met besparing; met het opzetten van windmolen-coöperaties en met het ontwikkelen van alternatieven. Een ander deel gaat zich bezighouden met Woensdrecht waar op de militaire vliegbasis de Amerikaanse kruisraketten geplaatst moeten gaan worden. En ook een deel houdt de Anti-kernenergiestrijd voor gezien, voornamelijk omdat men veronderstelt dat de strijd gewonnen is en het nog slechts een kwestie van tijd is voor de centrales gesloten worden. Verder kanaliseert de Brede Maatschappelijke Discussie (BMD) veel ongenoegen: men verwacht dat de uitkomst daarvan een duidelijk signaal zal afgeven: geen nieuwe kerncentrales en sluiting van de bestaande.
Toch blijven er talloze groepen actief en er vinden veel activiteiten tegen kernenergie plaats. Tientallen lokale groepen staan elke week of maand met informatie op de markt, geven lessen op scholen, schrijven ingezonden brieven, lobbyen bij politici, organiseren bijeenkomsten en nemen natuurlijk deel aan de BMD. En voeren actie. Acties tegen dumpingen van radioactief afval in zee, tegen transporten naar de verrijkingsfabriek in Almelo, tegen bedrijven, tegen elektriciteitsmaatschappijen die eigenaar zijn van de kerncentrales, tegen ministeries, tegen onderzoeksinstituten en natuurlijk tegen de kerncentrales zelf.

### Nooit meer Tsjernobyl

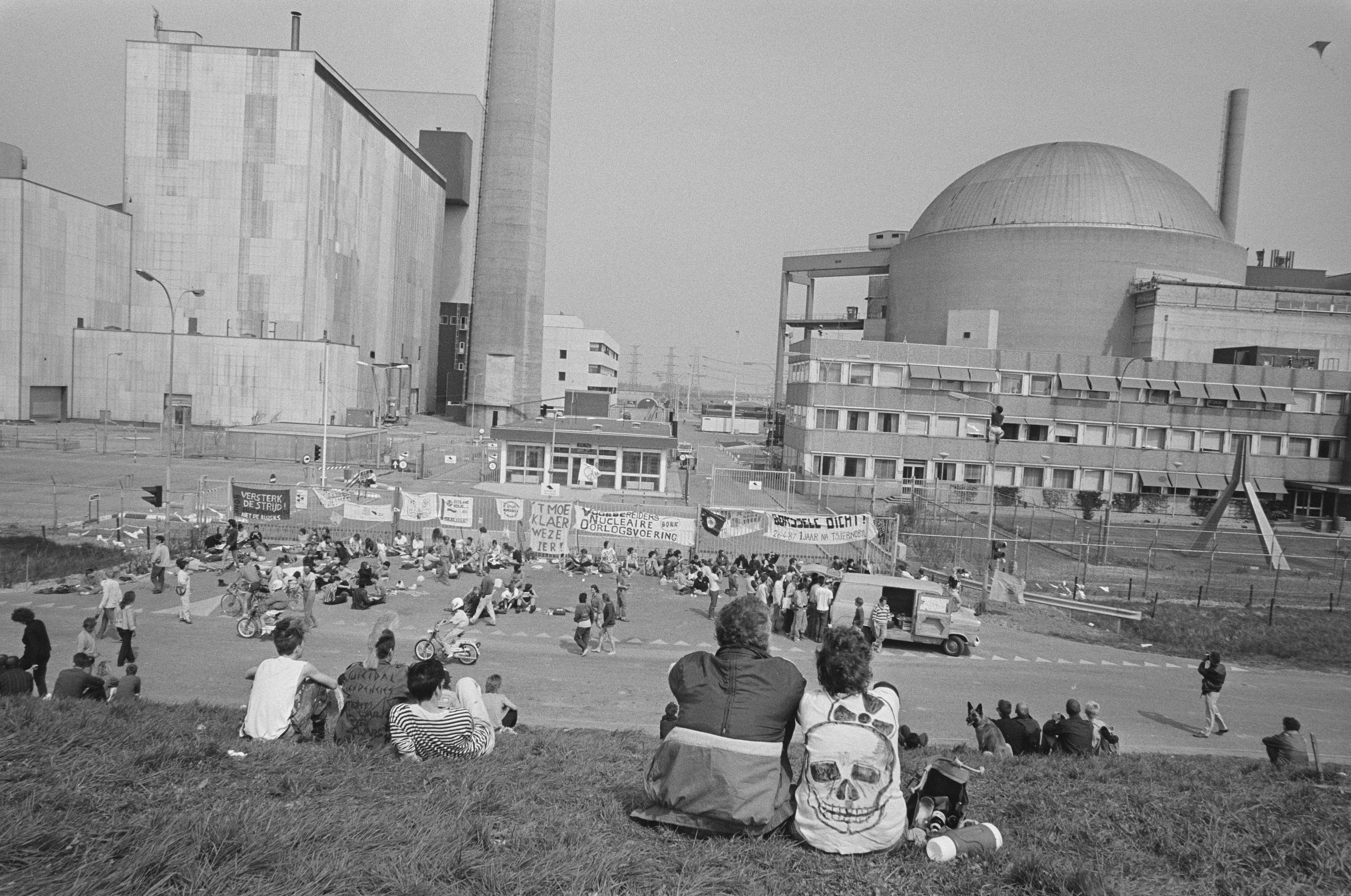
28-uurs blokkade van de kerncentrale in Borssele onder het motto: Nooit Meer Tsjernobyl – Borssele Dicht!

Ondanks de uitkomst van de BMD kondigt de regering de bouw van kerncentrales aan en wanneer op 26 april 1986 de kerncentrale in Tsjernobyl ontploft, is Nederland bezig met de locatieprocedure voor de bouw. Alhoewel dat veel onrust oplevert in de mogelijke vestigingsplaatsen bij de door het ministerie georganiseerde informatiebijeenkomsten, lukt het de AKB niet om naar aanleiding van Tsjernobyl mensen massaal op straat te krijgen. De nieuwbouwplannen voor kerncentrales gaan echter wel in de la.
Een jaar na Tsjernobyl is er een grote 28-uurs blokkade van de kerncentrale in Borssele onder het motto: Nooit Meer Tsjernobyl – Borssele Dicht! Duizenden mensen zijn in dat weekend actief en nemen deel aan de blokkade of de demonstratie op zondag. In de blokkade-nacht vinden er hevige confrontaties plaats tussen ME en een groep die aangeduid wordt als 'de Autonomen'.
Het blijkt de laatste massale directe actie te zijn, een jaar later, in 1988, is er nog een demonstratie in Gasselte tegen de opslag van radioactief afval in zoutkoepels van 3000 mensen.
Eind jaren tachtig zijn er nog wel groepen bezig blijven met het voeren van acties tegen kernenergie-objecten, lobbybijeenkomsten en transporten, maar de grote milieu- en natuurorganisaties geven het onderwerp niet veel aandacht meer omdat sluiting van de kerncentrales nog steeds een kwestie van tijd lijkt.
In 1996, 'Tien jaar Tsjernobyl', is er nog weer een redelijke opkomst bij de activiteiten, onder andere bij een manifestatie in het Oosterpark in Amsterdam.
Weer tien jaar later, 'Twintig jaar Tsjernobyl' in 2006, is de situatie anders; er zijn minder mensen op de Anti-kernenergieherdenkingsactiviteiten. Bovendien lijkt de nucleaire lobby het tij mee te hebben; zij propageert kernenergie met enig succes als de oplossing voor het klimaatprobleem. Toch besluit het kabinet-Balkenende IV in haar regeerakkoord in februari 2007 geen nieuwe kerncentrales te bouwen.
De Anti-kernenergiebeweging is in Nederland na 2000 echter wat betreft activiteiten geen schim meer van wat het in de jaren tachtig was.